# Rhaphiocerina hakiensis
Rhaphiocerina hakiensis är en tvåvingeart som beskrevs av Matsumura 1916. Rhaphiocerina hakiensis ingår i släktet Rhaphiocerina och familjen vapenflugor. Inga underarter finns listade i Catalogue of Life.